# Политовац
Политовац (Podospermum canum) је зељаста биљка из сродства паламида и руњика, у бројној породици главочика (ранији лат. назив породице је Asteraceae).
Местимично је распрострањен у Средоземљу (Италија), Аустрији, Мађарској, Румунији, затим на Балкану, а на југу све до Мале Азије, Персије и Кавказа. Ова биљка је европско-блискоисточни, степски флорни елемент.

## Опис биљке
Вишегодишња, 10–40 cm висока биљка дрвенастог, кратко ваљкастог ризома. Стабљика усправна или устајућа, најчешће само у горњем делу граната. Приземни листови голи или паучинасто длакави, ланцетасто јајастог облика, перасто дељени. Листови стабљике су уже ланцетасти, седећи, мање дељени или недељени. Режњеви дељених листова су линеарни, међусобно удаљени, са танко издуженим терминалним режњем. Лисна ос окриљена, 2–3 mm широка. Цветне главице средње велике, појединачне, на дршкама. Цветови двоструко дужи од 12–20 mm дугог, звонасто ваљкастог инволукрума, приперци којег су дугујасто јајасти, ушиљени, заобљена и црнкаста врха. Цветови су језичасти, жути, али су ободни споља видно црвеним ишарани. Перасти плод, папус се састоји из више реди беличастосмеђих чекиња.
Цвета од јуна до августа.

## Станиште
Биљка је заслањених ливада, путева, пруга, рудералних места, напуштених винограда. У Србији је ретка, нађена само местимично у околини Београда, Рашке и у Војводини.